# Andrzej Sankowski
Andrzej Sankowski (ur. 16 września 1940) – polski chirurg ogólny i chirurg plastyk, absolwent Akademii Medycznej w Warszawie i stypendysta PAN (pobyt w Pradze i praca z dziedziny immunologii pod kierunkiem kandydata do Nagrody Nobla – prof. M. Haska). Jako pierwszy w Polsce napisał pracę doktorską z immunologii tkankowej. I i II stopień specjalizacji z chirurgii ogólnej zrobił pod kierunkiem prof. Łapińskiego.

## Życiorys
W 1975 rozpoczął pracę w Centralnym Szpitalu Klinicznym Akademii Medycznej w Warszawie. W latach 1979–2003 zrobił specjalizację w Akademii Medycznej z zakresu chirurgii plastycznej a od 1981 prowadził własny oddział chirurgii plastycznej. W 1990 odbył staż w Klinice Chirurgii Plastycznej w Wiedniu.
W latach 80. wyjeżdżał na misje Międzynarodowego Czerwonego Krzyża i Czerwonego Półksiężyca do Kambodży. Dr Sankowski jest aktywnym członkiem, a także założycielem wielu stowarzyszeń medycznych, m.in.: członek i założyciel Polskiego Towarzystwa Chirurgii Plastycznej i Rekonstrukcyjnej, członek The International Confederation for Plastic and Reconstructive Surgery, członek Sekcji Chirurgii Ręki, jednym z założycieli Fundacji Rozwoju Chirurgii Naczyniowej i jako jedyny chirurg plastyk należy do European Academy of Cosmetic Surgery.
Jest autorem prac naukowych, podręczników chirurgicznych i książek popularnonaukowych. Jest uczestnikiem i wykładowcą konferencji naukowych na całym świecie.
Od 1992 prowadzi własną klinikę chirurgii plastycznej. Jako pierwszy chirurg plastyk w Polsce wprowadził nowatorskie metody zabiegów, takie jak: liposukcja strzykawkowa, dermabrazja mikro-kryształkowa, laser CO2 w zastosowaniach plastycznych, Aquamid, Macrolane. W ramach prowadzonej praktyki organizuje szkolenia dla specjalistów. Jego klinika zajmuje czołowe miejsca w rankingach Wprost i Newsweeka.
Poza pasją do chirurgii plastycznej, interesuje się także malarstwem (ma na koncie kilka wystaw), fotografią, muzyką operową oraz baletem.
Jeden z 15 członków założycieli powstałej w 1993 roku Sekcji Medycyny Estetycznej Polskiego Towarzystwa Lekarskiego.

## Książki
- Sztuka czy medycyna : przewodnik po chirurgii estetycznej, 1995
- Pytania do chirurga plastycznego, 2006